# Ски скокове на зимните олимпийски игри 1952
Състезанията по ски скокове на зимните олимпийски игри през 1952 г. се провеждат в спортния комплекс Холменколен в Осло на 14 февруари 1952 г. 

## Дисциплини
Провежда се едно състезание за мъже – от нормална шанца.  Стартират 44 състезатели, завършват 43 състезатели. Печели Арнфин Бергман със скокове с дължина 67,5 и 68 метра. 

### Нормална шанца
| Място | Име                | Държава  |
| ----- | ------------------ | -------- |
| 01    | Арнфин Бергман     | Норвегия |
| 02    | Торбьорн Фалкангер | Норвегия |
| 03    | Карл Холмстрьом    | Швеция   |